# Adam Wharton
Adam James Wharton, född 6 februari 2004, är en engelsk fotbollsspelare (mittfältare) som spelar för Crystal Palace i Premier League.

## Karriär
Den 1 februari 2024 värvades Wharton av Crystal Palace, där han skrev på ett 5,5-årskontrakt. Wharton debuterade i Premier League den 3 februari 2024 i en 4–1-förlust mot Brighton & Hove Albion, där han blev inbytt i den 28:e minuten mot Marc Guéhi.